# Заруддя (Дубенський район)
Зару́ддя — село в Україні, у Мирогощанській сільській громаді Дубенського району Рівненської області. Населення становить 468 осіб.

## Географія
Село розташоване між річками Стубазкою та Розинкою.

## Історія
У 1906 році село Варковицької волості Дубенського повіту Волинської губернії. Відстань від повітового міста 20 верст, від волості 5. Дворів 96, мешканців 575.
7 (20) листопада 1917 року, відповідно до Третього Універсалу Української Центральної Ради, увійшло до складу Української Народної Республіки.
12 червня 2020 року, відповідно до розпорядження Кабінету Міністрів України № 722-р від «Про визначення адміністративних центрів та затвердження територій територіальних громад Рівненської області», увійшло до складу Мирогощанської сільської громади.
19 липня 2020 року, в результаті адміністративно-територіальної реформи та ліквідації  Дубенського (1939—2020) району, село увійшло до складу новоутвореного Дубенського району.

## Персоналії села
- Кравець Святослав Володимирович (нар. 1952) — доктор наук з технічних наук, професор, заслужений діяч науки і техніки України, ректор НУВГП (1998—2005).
- Москалюк Віктор Макарович (нар. 1958) — заслужений діяч мистецтв України, народний художник України.

### Учасники Другої світової війни
- Мандзюк Дмитро Григорович — народився 1921 року в с. Заруддя. Перебував на фронті з 4 березня по 11 грудня 1944 року. Воював на Третьому Білоруському фронті, 145 стрілецької дивізії, 599 полк, кулеметник. Отримав кульове поранення. Визволяв міста Клайпед, Метава, Лібава. Нагороджений медаллю «За перемогу над Німеччиною». Помер Дмитро Григорович у 2014 році.
- Алєсіков Іван Миколайович — народився 1921 року в с. Заруддя. У Великій Вітчизняній війні з 1941 по 1943 рр., воював на Першому Прибалтійському фронті, 5 гвардійська дивізія, 1 танковий полк. Звільняв міста Псков, Великі Луки, Невель. Був важко поранений, втратив обидві ноги. Інвалід першої групи. Нагороджений медаллю « За перемогу над Німеччиною».
- Данилюк Олександр Петрович — народився у 1920 році. Перебував на фронті з 15 квітня по 2 жовтня 1944 року. Воював на Третьому Білоруському фронті, 156 дивізія, 530 стрілецький полк, кулеметник. Отримав поранення правої кисті руки. Визволяв міста Шауляй, Метава, Лібава, Двінськ, Кенігсберг. Нагороджений медаллю «За перемогу над Німеччиною».
- Дзюба Дмитро Іванович — народився у 1919 році. Призваний на фронт 5 липня 1944 року, де перебував до 1945 року. Воював на Другому Білоруському фронті, 15 гвардійський полк, санінструктор. Мав легке поранення лівої руки. Брав участь у визволенні міст Кенігсберг, Вільнюс, Шауляй, Граїц. Отримав нагороди «За взяття Кенігсберга», «За перемогу над Німеччиною».
- Сорока Петро Дмитрович — народився у 1906 році. У Другій світовій війні з 14 вересня 1944 року по 5 вересня 1945 року. Воював на Третьому Білоруському фронті, 694 стрілецький полк, стрілець. Поранений 7 лютого 1945 року. Брав участь у боях за Берлін. Нагороджений медалями « За відвагу», «За перемогу над Німеччиною».